# Park-šuma Borik
Park-šuma "Borik" je stotinjak godina stara borova i bagremova park-šuma u Đurđevcu. S uređenom trim-stazom, jedinstveno je sportsko-rekreativno područje za šetnje, trčanje, vožnju biciklom i terenske pripreme sportaša.

## Poveznice
- Đurđevac
- Đurđevački stari grad
- Crkva sv. Jurja
- Picokijada – Legenda o picokima
- Đurđevečki peski